# Shiraito-Wasserfall
Der Shiraito-Wasserfall (japanisch 白糸の滝, Shiraito-no-taki) ist ein Wasserfall in der Präfektur Shizuoka im Gebiet des Fuji-Hakone-Izu-Nationalparks. Er ist seit 1936 als Naturdenkmal geschützt. Zusammen mit dem nur wenige Gehminuten entfernten Otodome-Wasserfall (japanisch 音止めの滝, Otodome-no-taki ) steht er auf der 1990 vom japanischen Umweltministerium aufgestellten Liste der Top-100-Wasserfälle Japans. Der Name des Wasserfalls leitet sich von seinem Aussehen ab, so bedeutet 白 (shira) „weiß“ und 糸 (ito) „Faden“ oder „Fäden“. Es gibt in Japan zahlreiche Wasserfälle mit dem gleichen Namen und ähnlichem Aussehen (siehe auch die japanische Übersicht: 白糸の滝). Der Shiraito-Wasserfall hat eine Breite von etwa 150 Metern und eine Fallhöhe von etwa 20 Metern. Er liegt an einem Nebenfluss des Shiba, welcher ein Zufluss des Fuji ist. Dieser mündet schließlich im Süden in die Suruga-Bucht.

## Galerie

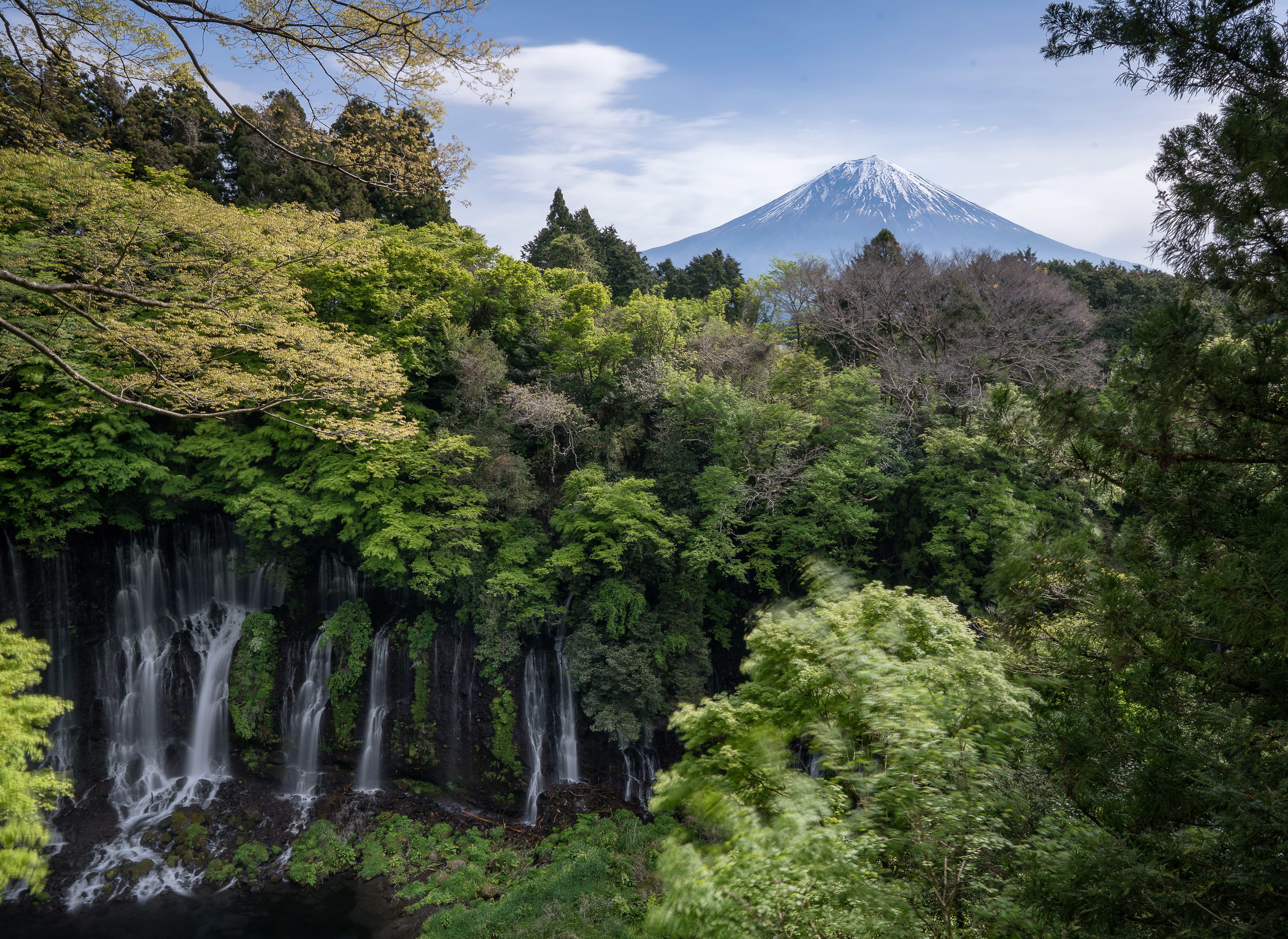
Mit Fuji-san im Hintergrund
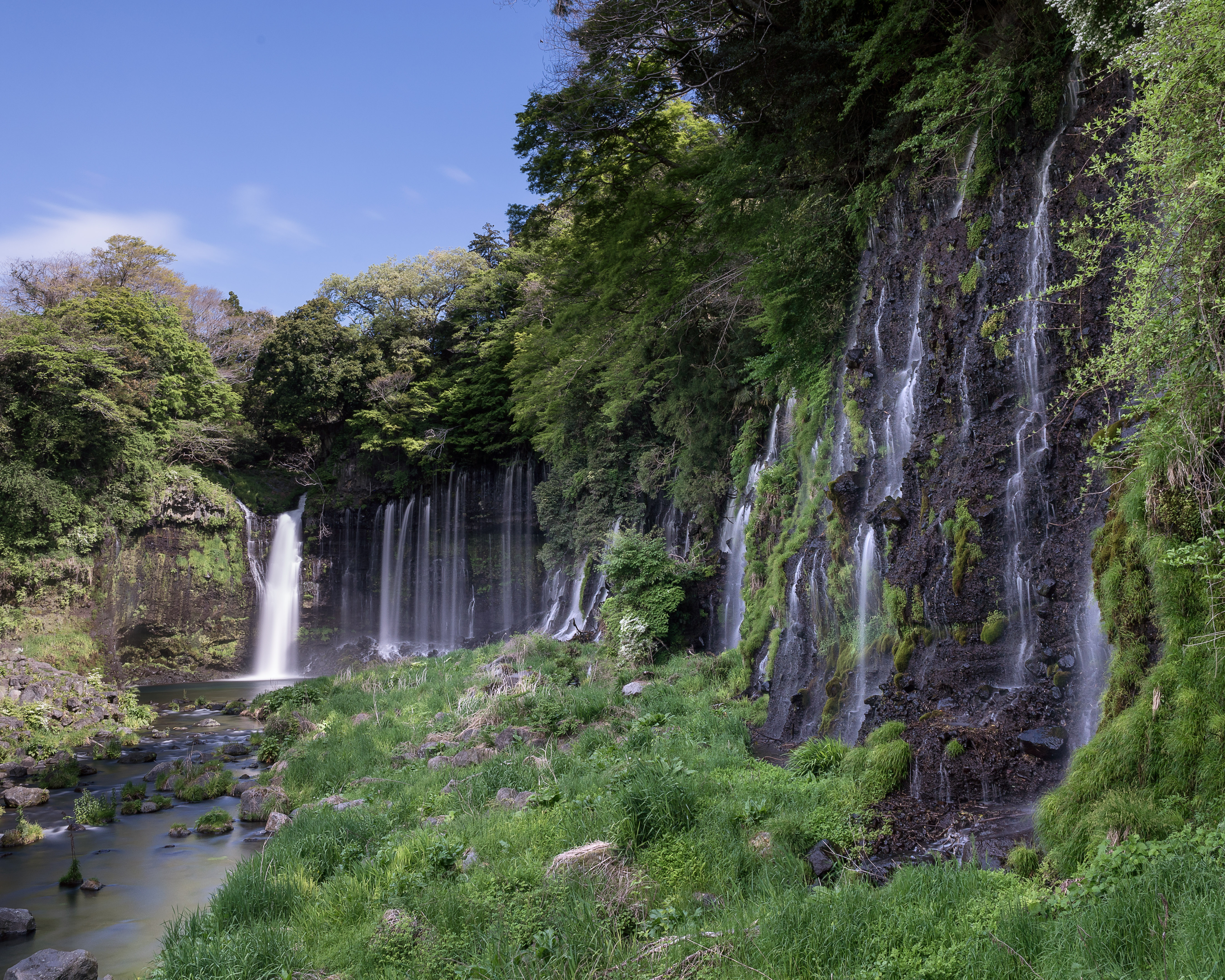
Mit Randbereich
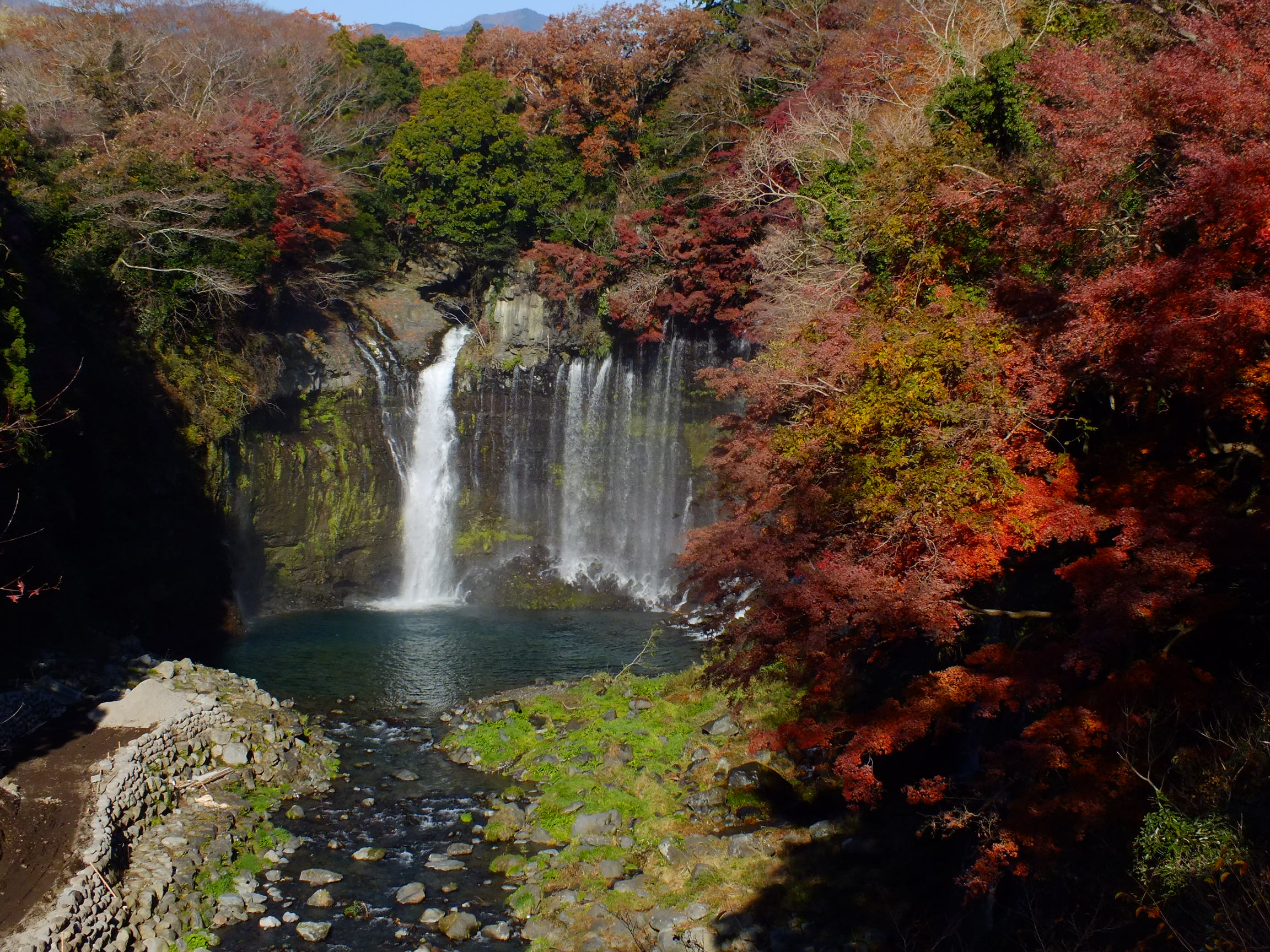
Im Herbst
Albuminpapierdruck 1880

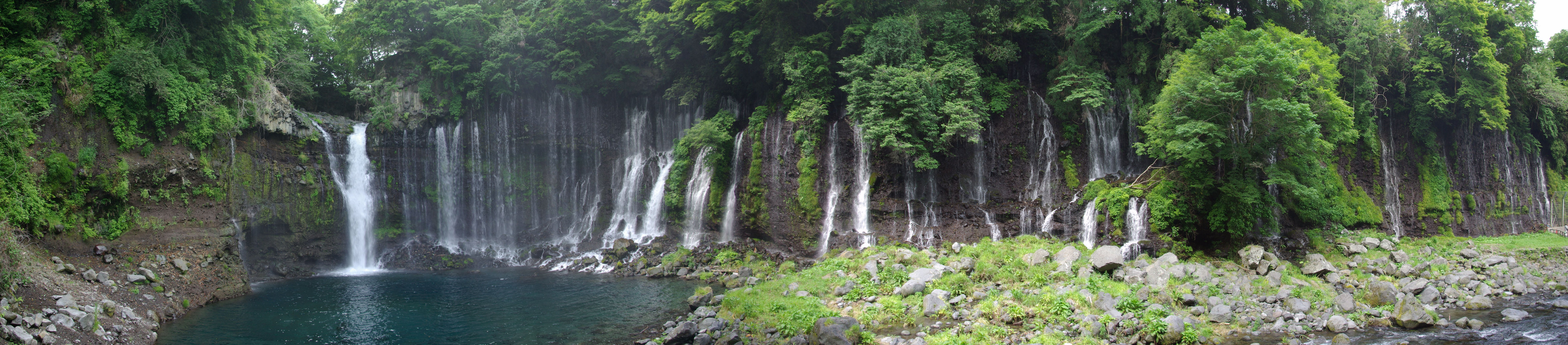
Panoramabild

## Belege
1. ↑  白糸ノ滝 文化遺産オンライン. In: Cultural Heritage Online. Abgerufen am 7. Oktober 2021 (japanisch).